# 格倫代爾 (密蘇里州)
格倫代爾（英語：Glendale）是位於美國密蘇里州聖路易斯縣的城市。

## 人口
根據2020年美國人口普查的數據，格倫代爾的面積為3.36平方千米，皆為陸地。當地共有人口6176人，而人口密度為每平方千米1,838人。